# دیگ (ترانه)
دیگ (به انگلیسی: The Pot) تک‌آهنگی از گروه پراگرسیو متال آمریکایی ،تول، است که در ژوئیه ۲۰۰۶ منتشر شد و جایگاه پنجم ترانه‌های مدرن راک را بدست آورد و اولین تک‌آهنگ تول است که جایگاهِ یکم در ترانه‌های پر رونق داغ راک را بدست می‌آورد. اشعار این آهنگ شامل استعاره و اشاره‌هایی به ماری‌جوانا، دادگاه غیرقانونی و وضع قانون و اشاره به ضرب‌المثل «دیگ به دیگ میگه روت سیاه» است. تول برآن بود که برای این آهنگ یک ویدئو منتشر کند که منتشر نکرد.